# Državna cesta D100
D100 je državna cesta u Hrvatskoj. Ukupna duljina iznosi 81 km.
Nalazi se na otocima Cresu i Lošinju, a prolazi kroz naselja Porozina, Dragozetići, Predošćica, Vodice, Cres, Vrana, Belej, Ustrine, Osor (most prema Lošinju), Nerezine, Sveti Jakov, Ćunski i Mali Lošinj.

## Vanjske poveznice
|  | Zajednički poslužitelj ima još gradiva o temi Državna cesta 100 |